# Danh sách đô thị tại Las Palmas

Bản đồ các đô thị tỉnh Las Palmas

Đây là danh sách các đô thị ở tỉnh Las Palmas, thuộc cộng đồng tự trị Quần đảo Canaria, Tây Ban Nha.
| Tên                                 | Dân số(2002) | Đảo           |
| Agaete                              | 5.649        | Gran Canaria  |
| Agüimes                             | 22.567       | Gran Canaria  |
| Antigua                             | 6.543        | Fuerteventura |
| Arrecife                            | 48.253       | Lanzarote     |
| Artenara                            | 1.394        | Gran Canaria  |
| Arucas                              | 32.917       | Gran Canaria  |
| Betancuria                          | 665          | Fuerteventura |
| Firgas                              | 6.927        | Gran Canaria  |
| Gáldar                              | 22.677       | Gran Canaria  |
| Haría                               | 4.551        | Lanzarote     |
| Ingenio                             | 30258        | Gran Canaria  |
| Mogán                               | 15.395       | Gran Canaria  |
| Moya                                | 8.435        | Gran Canaria  |
| La Oliva                            | 13.026       | Fuerteventura |
| Pájara                              | 15.860       | Fuerteventura |
| Las Palmas de Gran Canaria          | 370.649      | Gran Canaria  |
| Puerto del Rosario                  | 22.652       | Fuerteventura |
| San Bartolomé                       | 15.910       | Lanzarote     |
| San Bartolomé de Tirajana           | 42.403       | Gran Canaria  |
| San Nicolás de Tolentino            | 8.063        | Gran Canaria  |
| Santa Brígida                       | 18.729       | Gran Canaria  |
| Santa Lucía de Tirajana             | 49.902       | Gran Canaria  |
| Santa María de Guía de Gran Canaria | 14.171       | Gran Canaria  |
| Teguise                             | 13.714       | Lanzarote     |
| Tejeda                              | 2.402        | Gran Canaria  |
| Telde                               | 91.160       | Gran Canaria  |
| Teror                               | 12.296       | Gran Canaria  |
| Tías                                | 15.230       | Lanzarote     |
| Tinajo                              | 4.964        | Lanzarote     |
| Tuineje                             | 11.016       | Fuerteventura |
| Valsequillo de Gran Canaria         | 8.311        | Gran Canaria  |
| Valleseco                           | 4.030        | Gran Canaria  |
| Vega de San Mateo                   | 7.575        | Gran Canaria  |
| Yaiza                               | 7.320        | Lanzarote     |